# Gisella Marengo
Gisella Marengo (Cuneo, 16 dicembre 1975) è un'attrice e produttrice cinematografica italiana.

## Biografia
Nata da padre piemontese e madre monegasca, nel 2000 si trasferisce a Roma dove, per cinque anni, studia recitazione con Francesca De Sapio, membro dell'Actors Studio di New York. Subito dopo si trasferisce a Los Angeles dove studia cinema all'Università della California e recitazione alla Beverly Hills Play House.
Nel 2003 partecipa al film di Pupi Avati, insieme a Giancarlo Giannini, Il cuore altrove e, nel 2006 al film di Giuseppe Tornatore La sconosciuta, vincitore di diversi David di Donatello. Sempre nel 2006 partecipa al film di Dario Argento La terza madre.
Dopo l'horror di Argento, interpreta un ruolo comico nel film Scusa ma ti chiamo amore, dove presta il volto alla sorella di Alex, interpretato da Raul Bova. Torna poi a lavorare con Avati nel film Il papà di Giovanna.
Nel 2009 interpreta una delle protagoniste del film TV Doc West girato in inglese in Nuovo Messico, per la regia di Giulio Base. Nello stesso anno, sotto la direzione di Tornatore, è nel cast di Baarìa dove interpreta Matilde. Nel 2010 invece interpreta Maliva nel film Conan the Barbarian; contemporaneamente interpreta Gizele Moltova nel film di Dito Montiel The Son of No One.
Nel 2013 interpreta il ruolo di Natalia nel film di Paul Haggis Third Person.
Lavora anche a teatro recitando in Women With Class e Il gabbiano di Checov, entrambi in scena al Teatro Colosseo. È stata madrina dell'Ischia Global Film & Music Festival.

## Filmografia

### Attrice
- Io amo Andrea, regia di Francesco Nuti (2000)
- Il cuore altrove, regia di Pupi Avati (2003)
- Sandra Kristoff, regia di Vito Vinci (2005)
- Mary, regia di Abel Ferrara (2005)
- Casa Vianello - serie tv, 2 episodi (2006)
- La sconosciuta, regia di Giuseppe Tornatore (2006)
- Voce del verbo amore, regia di Andrea Manni (2007)
- La terza madre, regia di Dario Argento (2007)
- Distretto di Polizia, regia di Alessandro Capone – serie TV, episodio 8x04 (2008)
- Scusa ma ti chiamo amore, regia di Federico Moccia (2008)
- Il papà di Giovanna, regia di Pupi Avati (2008)
- Le cose in te nascoste, regia di Vito Vinci (2008)
- Gli amici del bar Margherita, regia di Pupi Avati (2009)
- Baarìa, regia di Giuseppe Tornatore (2009)
- Doc West, regia di Giulio Base – miniserie TV (2009)
- Il figlio più piccolo, regia di Pupi Avati (2010)
- Conan the Barbarian, regia di Marcus Nispel (2010)
- The Son of No One, regia di Dito Montiel (2011)
- Wilde Salomé, regia di Al Pacino (2011)
- Quello che so sull'amore, regia di Gabriele Muccino (2012)
- Third Person, regia di Paul Haggis (2013)

### Produttrice
- Hercules - La leggenda ha inizio, regia di Renny Harlin (2014)
- Leningrad (2014)
- Security, regia di Alain DesRochers (2017)
- I mercenari 4 - Expendables (Expend4bles), regia di Scott Waugh (2023)

## Teatro
- Donne di una certa classe (2003)
- Torquis (2011)
- Women with Class (2013)